# Берлинета
Берлинета (на италиански: Berlinetta) е автомобилен термин, обозначаващ автомобил с каросерия тип „купе“ (за разлика от спайдер - автомобил с каросерия тип „кабриолет“). Терминът се използва предимно от Ферари. Съществуват автомобили с името Берлинета и от Мазерати, Опел, Алфа Ромео и др. Терминът е използван и от Шевролет за обозначаване на ниво на оборудването на техния Камаро между 1979 и 1986 г.